# Klonowo Górne
Klonowo Górne (kaszb. Gòrné Klonowò) – wieś w Polsce położona w województwie pomorskim, w powiecie gdańskim, w gminie Przywidz. 
Wieś jest częścią składową sołectwa Michalin.
W latach 1975–1998 miejscowość administracyjnie należała do województwa gdańskiego.